# Parentalité (psychanalyse)
Pour les articles homonymes, voir parentalité.
La parentalité, à la différence de la parenté, est un processus psychique et non biologique, qui s'amorce chez la future mère lorsqu’elle comprend qu’elle est enceinte. Ce phénomène concerne également le futur père souvent de façon plus tardive.
Serge Lebovici   prônait : « Avoir un enfant ne signifie pas devenir parent ». Les liens parentaux constituent  le seuil à partir duquel  l'enfant construit  sa vie psychique, celle-ci  va se tisser selon la façon dont la mère apporte les soins maternels  à son enfant. La mère transmet avec les soins maternels sa propre vie psychique.          
La parentalité :
- commence avec le désir d’enfant et se cristallise avec la parentalisation que l’enfant fait  de ses parents ;
- suppose qu’on puisse se reconnaître comme enfant de ses  parents et que l’on accepte ce qu’on a reçu d’eux ;
- constitue un processus psychique avec deux pôles, d’en extrême se trouve la parentalité, le fait de se  reconnaître comme mère ou père de son enfant, et de l’autre la filiation, le fait de se reconnaître comme enfant de ses parents et adhérer à la culture familiale.

## La transmission générationnelle et l’arbre de vie
La transmission à travers les générations prend deux formes principales :
- la transmission intergénérationnelle, c'est-à-dire des parents aux enfants
- la transmission transgénérationnelle, qui s’opère à travers la troisième génération, c'est-à-dire des grands parents aux petits enfants.

Parfois il existe   des conflits inconscients ou  des secrets  qui sont transmis à l’enfant et qui peuvent troubler son développement normal.
La métaphore  de la transmission  générationnelle serait  l’arbre de vie.

## La parentalité introduit la triple différence
La parentalité conçue comme l’équivalent d’une formation mentale  introduit  la triple différence : 
- différence moi-non moi ;
- différence des générations et ;
- différence de genre.

Elle  structure la pensée et les échanges à  l’intérieur du groupe familial.

## La parentalité et le cycle vital
C’est un processus qui commence avant la naissance et dure toute la vie, elle se transforme selon les étapes du cycle vital.
Le corpus théorique de la  psychanalyse  permet  une compréhension des liens parents-enfants, tenant compte de leur complexité.
Les représentations du bébé par sa mère : Serge Lebovici affirme que la mère construit au moins quatre représentation de son bébé :
- Le bébé imaginaire : le bébé de ses rêveries conscientes
- Le bébé fantasmatique : le bébé, héritier de son  propre roman familial (In J. Laplanche et  J.B. Pontalis Vocabulaire de la Psychanalyse. Expression créée par Freud pour désigner des fantasmes par lesquels le sujet modifie imaginairement ses liens avec ses parents, imaginant, par exemple, qu’il est un enfant trouvé. De tels fantasmes trouvent leur fondement dans le complexe d’Œdipe) (voir complexe d’Œdipe).
- Le bébé de la culture : chaque culture assigne une place spécifique à l’enfant et aussi des modes d’insertion et de protection dans le groupe familial et culturel.
- Le bébé réel : Le bébé dans sa corporéité.

## La parentalité du père et celle de la mère
C’est au stade phallique (vers 4 ans) que l’enfant prend conscience de l’existence de son père[source insuffisante]. Avant cette prise de conscience le père est vécu comme une mère auxiliaire. Françoise Dolto situe la prise de conscience du père plutôt vers l’âge de 18 mois. À ce titre, dans son ouvrage Quand les parents se séparent, la célèbre psychanalyste explique qu’il est dans l'ordre des choses qu'un père ne s'occupe pas de son enfant bébé et que ce n'est pas le rôle d'un homme. Les hommes normalement virils, commencent à s’en occuper lorsque l'enfant atteint l'âge de la marche. Les hommes qui s'occupent des bébés sont généralement marqués de féminité et, pour ainsi dire, jaloux que ce soient les mères les porteuses.
Dans une interview accordée à Femme Actuelle, le psychanalyste Aldo Naouri explique que tout enfant a trois pères : un père géniteur, un père social et un père fonctionnel. Dans le cadre des familles recomposées celui qui remplit la fonction de père est celui que la mère a élu, car c’est dans sa mère que l’enfant découvre son père. Selon Aldo Naouri, la fonction paternelle est une fonction atomisable. N’importe qui peut la remplir (un oncle, un professeur, un ami de la famille, une grand-mère même....) à partir du moment où la mère reconnaît à cette personne le droit de s’interposer entre elle et son enfant.
Dans un texte qu'il destine aux professionnels, le psychanalyste Maurice Berger affirme vouloir faire un point sur les connaissances en matière de « garde alternée » pour les bébés. Maurice Berger souligne que son texte sera réactualisé en fonction des publications scientifiques nouvelles. Il estime que selon la théorie de l'attachement, il se passe environ deux ans et demi à trois ans avant qu’un enfant puisse comprendre ce qu’est une filiation, c’est-à-dire qu’il a été conçu ou adopté par un couple d’homme et de femme. Maurice Berger ajoute que ce thème a fait l'objet de très nombreux ouvrages écrits par des spécialistes de notoriété internationale (R. Spitz, J. Robertson, J. Bowlby, T.G. Bower, S. Lebovici, M. Ainsworth, N. Main) et que plusieurs de ces travaux ont été publiés entre 1945 et 1950.
Le psychanalyste Donald Winnicott confirme lui aussi que le père n’existe pas en tant que « père », mais uniquement en tant que « mère » pendant un stade qu’il qualifie de « primaire ». À ce titre, il écrit : « Souvent, d'après mes notes, j'ai pu voir que l'état psychiatrique actuel pouvait déjà être discerné dans la relation mère-nourrisson. (Dans ce contexte, je laisse de côté les relations père-nourrisson parce que je parle de phénomènes primaires, ceux qui concernent la relation du nourrisson à sa mère ou au père, qui n'est qu'une autre mère. À ce stade très précoce, le père n'a pas encore de signification en tant que personne du sexe masculin.) ».
La psychanalyste Mélanie Klein avance une théorie légèrement nuancée. Selon elle, avant d’avoir conscience de l’existence de sa mère, l’enfant aurait conscience de l’existence : « du sein de sa mère »… Ensuite, la théorie de Mélanie Klein rejoint celles des autres dans la mesure où le père n’arriverait que tardivement dans la conscience de l’enfant…

## Critiques et contestations
Cette perception de la parentalité faite par la psychanalyse est contestée par un large consensus de psychologues et de spécialistes de l'attachement. Ceux-ci apportent la preuve que l'enfant prend conscience de l'existence de son père avant sa naissance et que l'enfant a besoin de celui-ci dès son plus jeune âge.
Ainsi Jean Le Camus écrit que, dès la naissance, le père est, autant que la mère, nécessaire au développement affectif et psychoaffectif de l'enfant. L’attachement et l’angoisse de séparation existent à l’égard du père comme à l’égard de la mère. L’attachement est aussi fort pour l’un que pour l’autre et la séparation d’avec son père lui est aussi préjudiciable que d’avec sa mère. Dans un autre de ses ouvrages, Jean Le Camus écrit qu'il ne paraît plus possible de soutenir que la fonction du père n'est légitimée que par le bon vouloir de la mère, que cette fonction peut être indifféremment remplie par un homme ou une femme, qu'elle n'a de prise qu'à partir de l'âge de 18 mois ou à partir du moment où l'enfant est entré dans le stade œdipien, etc. Selon les psychologues cliniciens, comportementalistes et contemporains, il n'y a pas un "âge de la mère" au cours duquel l'enfant aurait seulement besoin d'affection, puis un "âge du père" au cours duquel interviendrait le besoin d'autorité. C'est dès le commencement et tout au long de l'enfance que la mère et le père doivent se rendre présents et s'impliquer chacun à sa manière comme de véritables coacteurs de la structuration psycho-affective et du développement de leur enfant.
Selon Boris Cyrulnik, le lien biologique qui unit le père et l'enfant est moins évident que celui qui l'unit avec la mère. Pourtant, il existe bien. À ce titre, Boris Cyrulnik rappelle que le père est porteur d’une odeur de musc qui le caractérise et que la mère inhale ses molécules odorantes. À ce titre, en fin de grossesse, ces molécules sont retrouvées dans le liquide amniotique. Selon le Boris Cyrulnik, c'est une preuve que l’odeur du père est reconnue par le bébé avant même sa naissance. Il ajoute qu'au cours des premiers jours de sa vie, le bébé apprend à reconnaître et à apprécier l’odeur et la voix des gens qui s'en occupent. Ainsi, le bébé recherche des odeurs qu’il connaît comme : celle de sa mère et celle de son père, et c'est à ce moment que la présence du père est importante. Malheureusement, selon Boris Cyrulnik, dans la plupart des cas, les congés de paternité ne durent pas assez longtemps pour soutenir cet attachement par le corps qui est si important pour le développement de l’enfant.
Une étude réalisée par Raphaële Miljkovitch et Blaise Pierrehumbert, professeurs et chercheurs en psychologie à l'université de Nanterre (France), confirment que les pères sont tout aussi aptes que les mères à s’occuper de leurs enfants et que le père joue un rôle essentiel dans l’ouverture de l’enfant vers l’extérieur. Les auteurs concluent que le père n'est pas moins important que la mère, que ses liens avec l'enfant sont de natures différentes et qu’il contribue à sa manière à sécuriser l’enfant. Par ailleurs, il est à noter que Raphaële Miljkovitch est l'auteur d'un ouvrage, dans lequel elle explique que la qualité des liens amoureux d'un adulte ou d'un adolescent est fondée sur la qualité de ses liens d'attachement avec ses deux parents.
Daniel Paquette est psychologue chercheur au Québec. Ses travaux montrent que l'enfant entretient dès son plus jeune âge un attachement différent avec son père, que celui entretenu avec la mère, qu'il qualifie de relation d’activation « sans vouloir les limiter à cette seule fonction et sans vouloir nier l’implication des mères dans cette dimension ». Daniel Paquette conclut qu'avec le père les comportements exploratoires sont davantage stimulés.

## L’aide à la parentalité dans les familles duXXIesiècleet la prévention de la souffrance psychique de l’enfant et des parents
La mise en place de la parentalité concerne les parents, aussi bien que les grands-parents et tout le groupe familial. Dans les sociétés traditionnelles  et dans la famille étendue ce passage se faisait de façon  naturelle, mais la rapide transformation des familles urbaines dans les sociétés occidentales des dernières décennies rend la parentalité un passage plus compliqué.
Des nouvelles constellations familiales témoignent de ce changement :
- Groupe familial de deux générations ;
- Familles monoparentales ;
- Familles recomposées ;
- Familles homoparentales ;
- Adoptions ;
- Procréations médicalement assistées.

De nos jours les parents se trouvent fréquemment désorientés, tiraillés entre le désir de changement et le rejet des formes de comportement jugées dépassées et la nécessité de faire comme leurs parents et leurs grands-parents.
L’intervention de professionnels formés est souvent nécessaire pour accompagner les parents et prévenir des troubles dans l’installation du lien parents-bébé voire parents-enfant. Les interventions précoces d’aide à la parentalité ont une valeur importante dans la prévention de la souffrance psychique de l’enfant et de la famille.